# NBL 2023/24
Die NBL 2023/24 war die 46. Austragung der australasischen National Basketball League. Die mit neun Teams aus Australien und einem Team aus Neuseeland ausgetragene Meisterschaft begann am 28. September 2023 und endete am 31. März 2024. Im Finale konnten sich die Tasmania JackJumpers in der Best-of-five-Serie gegen Melbourne United in fünf Spielen durchsetzen und damit ihren ersten Meistertitel erringen.

## Modus
Jedes Team trägt in der regulären Saison 14 Heim- und 14 Auswärtsspiele aus. Die in der Endtabelle auf den ersten sechs Plätzen stehenden Teams qualifizieren sich für die NBL Finals, die im Play-off-Modus ausgetragen werden. Die in der Endtabelle auf den ersten beiden Plätzen stehenden Teams qualifizieren sich dabei direkt fürs Halbfinale, während die auf den Positionen 3 bis 6 stehenden Teams die beiden anderen Halbfinalisten ausspielen. Im Halbfinale gilt der best of three modus, während im Finale der Best-of-five-Modus angewendet wird, so dass der Meister Ende März feststeht.

## Mannschaften
| Mannschaft             | Stadt                       | Land       | Austragungsorte               | Plätze |
| ---------------------- | --------------------------- | ---------- | ----------------------------- | ------ |
| Adelaide 36ers         | Adelaide, South Australia   | Australien | Adelaide Entertainment Centre | 11.300 |
| Brisbane Bullets       | Brisbane, Queensland        | Australien | Nissan Arena                  | 5.000  |
| Cairns Taipans         | Cairns, Queensland          | Australien | Cairns Convention Centre      | 5.300  |
| Illawarra Hawks        | Wollongong, New South Wales | Australien | WIN Entertainment Centre      | 6.000  |
| Melbourne United       | Melbourne, Victoria         | Australien | John Cain Arena               | 10.175 |
| New Zealand Breakers   | North Shore, Auckland       | Neuseeland | Spark Arena                   | 9.740  |
| Perth Wildcats         | Perth, Western Australia    | Australien | RAC Arena                     | 14.800 |
| S.E. Melbourne Phoenix | Melbourne, Victoria         | Australien | John Cain Arena               | 10.175 |
| S.E. Melbourne Phoenix | Melbourne, Victoria         | Australien | State Basketball Centre       | 3.200  |
| Sydney Kings           | Sydney, New South Wales     | Australien | Sydney SuperDome              | 18.200 |
| Tasmania JackJumpers   | Hobart, Tasmanien           | Australien | MyState Bank Arena            | 4.340  |
| Tasmania JackJumpers   | Launceston                  | Australien | Silverdome                    | 4.000  |

## Personal und Sponsoring
| Mannschaft             | Trainer             | Kapitän                  | Hauptsponsor        | Ausrüster |
| ---------------------- | ------------------- | ------------------------ | ------------------- | --------- |
| Adelaide 36ers         | Scott Ninnis        | Mitch McCarron           | Walker Corporation  | Champion  |
| Brisbane Bullets       | Justin Schueller    | Nathan Sobey             | St. Genevieve       | Champion  |
| Cairns Taipans         | Adam Forde          | Tahjere McCall           | CQUniversity        | Champion  |
| Illawarra Hawks        | Justin Tatum        | Sam Froling Tyler Harvey |                     | Champion  |
| Melbourne United       | Dean Vickerman      | Chris Goulding           | Engie               | Champion  |
| New Zealand Breakers   | Mody Maor           | Thomas Abercrombie       | Bank of New Zealand | Champion  |
| Perth Wildcats         | John Rillie         | Jesse Wagstaff           | Pentanet            | Champion  |
| S.E. Melbourne Phoenix | Mike Kelly          | Mitch Creek              | Mountain Goat Beer  | Champion  |
| Sydney Kings           | Mahmoud Abdelfattah | Shaun Bruce              | Harvey Norman       | Champion  |
| Tasmania JackJumpers   | Scott Roth          | Clint Steindl            | Spirit of Tasmania  | Champion  |

## Trainerwechsel
| Mannschaft             | 2022/23                | 2023/24                |                        |
| Vor der Saison         | Vor der Saison         | Vor der Saison         |                        |
| ---------------------- | ---------------------- | ---------------------- | ---------------------- |
| Brisbane Bullets       | Greg Vanderjagt        | Justin Schueller       |                        |
| Illawarra Hawks        | Jacob Jackomas         | Jacob Jackomas         | Jacob Jackomas         |
| Melbourne United       | Dean Vickerman         | Dean Vickerman         | Dean Vickerman         |
| Perth Wildcats         | John Rillie            | John Rillie            | John Rillie            |
| S.E. Melbourne Phoenix | Simon Mitchell         | Mike Kelly             |                        |
| Sydney Kings           | Chase Buford           | Mahmoud Abdelfattah    |                        |
| Während der Saison     |                        |                        |                        |
| Adelaide 36ers         | Scott Ninnis (interim) | Scott Ninnis (interim) | Scott Ninnis (interim) |
| Illawarra Hawks        | Justin Tatum (interim) | Justin Tatum (interim) | Justin Tatum (interim) |
| Tasmania JackJumpers   | Scott Roth             | Scott Roth             | Scott Roth             |
| Adelaide 36ers         | Scott Ninnis           | Scott Ninnis           | Scott Ninnis           |
| Illawarra Hawks        | Justin Tatum           | Justin Tatum           | Justin Tatum           |

## Tabelle
Abschlusstabelle nach Ende der Hauptrunde
- Für das Play-off Halbfinale qualifiziert
- Für das Play-off Viertelfinale qualifiziert

| Pl.  | Team                   | Spiele | Siege | Niederlagen | Siegquote | Punkte+ | Punkte- | Punktedifferenz | Heimbilanz | Auswärtsbilanz |
| ---- | ---------------------- | ------ | ----- | ----------- | --------- | ------- | ------- | --------------- | ---------- | -------------- |
| 01.  | Melbourne United       | 28     | 20    | 8           | 71,43 %   | 2615    | 2454    | +161            | 11:3       | 9:5            |
| 02.  | Perth Wildcats         | 28     | 27    | 11          | 60,71 %   | 2630    | 2563    | +67             | 10:4       | 7:7            |
| 03.  | Tasmania JackJumpers   | 28     | 16    | 12          | 57,14 %   | 2564    | 2378    | +186            | 8:6        | 8:6            |
| 04.  | Illawarra Hawks        | 28     | 14    | 14          | 50,00 %   | 2547    | 2518    | +29             | 8:6        | 6:8            |
| 05.  | Sydney Kings           | 28     | 13    | 15          | 46,43 %   | 2672    | 2602    | +70             | 7:7        | 6:8            |
| 06.  | New Zealand Breakers   | 28     | 13    | 15          | 46,43 %   | 2498    | 2480    | +18             | 8:6        | 5:9            |
| 07.  | Brisbane Bullets       | 28     | 13    | 15          | 46,43 %   | 2458    | 2534    | −76             | 8:6        | 5:9            |
| 08.  | Cairns Taipans         | 28     | 12    | 16          | 42,86 %   | 2506    | 2589    | −83             | 7:7        | 5:9            |
| 09.  | Adelaide 36ers         | 28     | 12    | 16          | 42,86 %   | 2457    | 2563    | −106            | 9:5        | 3:11           |
| 010. | S.E. Melbourne Phoenix | 28     | 10    | 18          | 35,71 %   | 2425    | 2691    | −266            | 7:7        | 3:11           |

## Playoffs

### Modus
Die auf den ersten sechs Plätzen der Abschlusstabelle der regulären Saison platzierten Mannschaften qualifizieren sich für die Play-offs. Die beiden Erstplatzierten qualifizieren sich dabei direkt für das Play-off Halbfinale, während das drittbeste Team auf das viertbeste Team trifft. Der Sieger trifft im Halbfinale auf das an Position 2 gesetzte Team. Der Verlierer trifft auf den Sieger des Duells zwischen dem fünft- und dem sechstplatzierten Team. Der Sieger dieses Spiels tritt dann im Halbfinale gegen das beste Team der regulären Saison an. Das Halbfinale wird im Best-of-Three-Modus und das Finale im Best-of-five-Modus entschieden.

### Spiele
|  | Qualifikation fürs Halbfinale Runde 1 | Qualifikation fürs Halbfinale Runde 1 | Qualifikation fürs Halbfinale Runde 1 |    |                 | Qualifikation fürs Halbfinale Runde 2 | Qualifikation fürs Halbfinale Runde 2 | Qualifikation fürs Halbfinale Runde 2 |                      |               | Qualifiziert fürs Halbfinale | Qualifiziert fürs Halbfinale | Qualifiziert fürs Halbfinale |
|  |                                       |                                       |                                       |    |                 |                                       |                                       |                                       |                      |               |                              |                              |                              |
|  | 3                                     | Tasmania JackJumpers                  | 92                                    |    |                 |                                       |                                       |                                       |                      |               |                              |                              |                              |
|  | 4                                     | Illawarra Hawks                       | 76                                    |    |                 |                                       |                                       |                                       |                      | 4             | Illawarra Hawks              | gegen Platz 1                |                              |
|  | 4                                     | Illawarra Hawks                       | 76                                    | 4  | Illawarra Hawks | 88                                    |                                       |                                       |                      | 4             | Illawarra Hawks              | gegen Platz 1                |                              |
|  |                                       |                                       |                                       | 4  | Illawarra Hawks | 88                                    |                                       | 3                                     | Tasmania JackJumpers | gegen Platz 2 |                              |                              |                              |
|  |                                       | 6                                     | New Zealand Breakers                  | 85 |                 |                                       |                                       | 3                                     | Tasmania JackJumpers | gegen Platz 2 |                              |                              |                              |
|  | 5                                     | 6                                     | New Zealand Breakers                  | 85 | Sydney Kings    | 76                                    |                                       |                                       |                      |               |                              |                              |                              |
|  | 5                                     |                                       |                                       |    | Sydney Kings    | 76                                    |                                       |                                       |                      |               |                              |                              |                              |
|  | 6                                     | New Zealand Breakers                  | 83                                    |    |                 |                                       |                                       |                                       |                      |               |                              |                              |                              |

|  | Halbfinale | Halbfinale           | Halbfinale           | Halbfinale | Halbfinale |    |                  | Finale | Finale         | Finale | Finale | Finale | Finale | Finale |
|  |            |                      |                      |            |            |    |                  |        |                |        |        |        |        |        |
|  | 1          | Melbourne United     | 115                  | 108        | 100        |    |                  |        |                |        |        |        |        |        |
|  | 4          | Illawarra Hawks      | 106                  | 113        | 94         |    |                  |        |                |        |        |        |        |        |
|  | 4          | Illawarra Hawks      | 106                  | 113        | 94         | 4  | Melbourne United | 104    | 77             | 91     | 88     | 81     |        |        |
|  |            |                      |                      |            |            | 4  | Melbourne United | 104    | 77             | 91     | 88     | 81     |        |        |
|  |            | 2                    | Tasmania JackJumpers | 81         | 82         | 93 | 86               | 83     |                |        |        |        |        |        |
|  | 2          | 2                    | Tasmania JackJumpers | 81         | 82         | 93 | 86               | 83     | Perth Wildcats | 89     | 94     | 84     |        |        |
|  | 2          |                      |                      |            |            |    |                  |        | Perth Wildcats | 89     | 94     | 84     |        |        |
|  | 3          | Tasmania JackJumpers | 81                   | 102        | 100        |    |                  |        |                |        |        |        |        |        |

### Spielstatistiken
Qualifikation fürs Halbfinale Runde 1
| 28. Februar 2024 17:30 Uhr | boxscore report | Tasmania JackJumpers 92, Illawarra Hawks 76               | Tasmania JackJumpers 92, Illawarra Hawks 76 | Tasmania JackJumpers 92, Illawarra Hawks 76             | MyState Bank Arena, Hobart Zuschauer: 4340 Schiedsrichter: V. Mayberry, K. Widgeon, M. Hare | ESPN Australia |
| 28. Februar 2024 17:30 Uhr | boxscore report | Punkte pro Viertel: 29:17, 22:27, 19:19, 22:13            |                                             |                                                         | MyState Bank Arena, Hobart Zuschauer: 4340 Schiedsrichter: V. Mayberry, K. Widgeon, M. Hare | ESPN Australia |
| 28. Februar 2024 17:30 Uhr | boxscore report | Punkte: McVeigh 26 Rebounds: McVeigh 11 Assists: Doyle 10 |                                             | Punkte: Clark 21 Rebounds: Clark 10 Assists: Robinson 3 | MyState Bank Arena, Hobart Zuschauer: 4340 Schiedsrichter: V. Mayberry, K. Widgeon, M. Hare | ESPN Australia |
| 28. Februar 2024 17:30 Uhr | boxscore report |                                                           |                                             |                                                         | MyState Bank Arena, Hobart Zuschauer: 4340 Schiedsrichter: V. Mayberry, K. Widgeon, M. Hare | ESPN Australia |

| 28. Februar 2024 19:30 Uhr | boxscore report | Sydney Kings 76, New Zealand Breakers 83                | Sydney Kings 76, New Zealand Breakers 83 | Sydney Kings 76, New Zealand Breakers 83                                          | Sydney SuperDome, Sydney Zuschauer: 8231 Schiedsrichter: M. Aylen, C. Reid, N. Fernandes | ESPN Australia |
| 28. Februar 2024 19:30 Uhr | boxscore report | Punkte pro Viertel: 22:15, 25:23, 13:22, 16:23          |                                          |                                                                                   | Sydney SuperDome, Sydney Zuschauer: 8231 Schiedsrichter: M. Aylen, C. Reid, N. Fernandes | ESPN Australia |
| 28. Februar 2024 19:30 Uhr | boxscore report | Punkte: Adams 18 Rebounds: Valentine 8 Assists: Adams 5 |                                          | Punkte: Jackson-Cartwright 34 Rebounds: Mathiang 10 Assists: Jackson-Cartwright 6 | Sydney SuperDome, Sydney Zuschauer: 8231 Schiedsrichter: M. Aylen, C. Reid, N. Fernandes | ESPN Australia |
| 28. Februar 2024 19:30 Uhr | boxscore report |                                                         |                                          |                                                                                   | Sydney SuperDome, Sydney Zuschauer: 8231 Schiedsrichter: M. Aylen, C. Reid, N. Fernandes | ESPN Australia |

Qualifikation fürs Halbfinale Runde 2
| 4. März 2024 19:30 Uhr | boxscore report | Illawarra Hawks 88, New Zealand Breakers 85                 | Illawarra Hawks 88, New Zealand Breakers 85 | Illawarra Hawks 88, New Zealand Breakers 85                                      | Wollongong Entertainment Centre, Wollongong Zuschauer: 5178 Schiedsrichter: V. Mayberry, C. Reid, J. Griguol | ESPN Australia |
| 4. März 2024 19:30 Uhr | boxscore report | Punkte pro Viertel: 31:17, 11:25, 24:21, 22:22              |                                             |                                                                                  | Wollongong Entertainment Centre, Wollongong Zuschauer: 5178 Schiedsrichter: V. Mayberry, C. Reid, J. Griguol | ESPN Australia |
| 4. März 2024 19:30 Uhr | boxscore report | Punkte: Robinson 26 Rebounds: Froling 9 Assists: Robinson 3 |                                             | Punkte: Jackson-Cartwright 19 Rebounds: Cheatham 9 Assists: Jackson-Cartwright 9 | Wollongong Entertainment Centre, Wollongong Zuschauer: 5178 Schiedsrichter: V. Mayberry, C. Reid, J. Griguol | ESPN Australia |
| 4. März 2024 19:30 Uhr | boxscore report |                                                             |                                             |                                                                                  | Wollongong Entertainment Centre, Wollongong Zuschauer: 5178 Schiedsrichter: V. Mayberry, C. Reid, J. Griguol | ESPN Australia |

Halbfinale
| 7. März 2024 19:30 Uhr | boxscore report | Melbourne United 115, Illawarra Hawks 106                             | Melbourne United 115, Illawarra Hawks 106 | Melbourne United 115, Illawarra Hawks 106                 | John Cain Arena, Melbourne Zuschauer: 8232 Schiedsrichter: M. Aylen, M. Hare, R. Woolcock | ESPN Australia |
| 7. März 2024 19:30 Uhr | boxscore report | Punkte pro Viertel: 25:29, 31:28, 18:27, 26:16. Overtime/s: 15:6      |                                           |                                                           | John Cain Arena, Melbourne Zuschauer: 8232 Schiedsrichter: M. Aylen, M. Hare, R. Woolcock | ESPN Australia |
| 7. März 2024 19:30 Uhr | boxscore report | Punkte: Dellavedova 30 Rebounds: Lual-Acuil 9 Assists: Dellavedova 10 |                                           | Punkte: Froling 26 Rebounds: Clark 12 Assists: Robinson 7 | John Cain Arena, Melbourne Zuschauer: 8232 Schiedsrichter: M. Aylen, M. Hare, R. Woolcock | ESPN Australia |
| 7. März 2024 19:30 Uhr | boxscore report | Melbourne United führt die Serie 1:0                                  |                                           |                                                           | John Cain Arena, Melbourne Zuschauer: 8232 Schiedsrichter: M. Aylen, M. Hare, R. Woolcock | ESPN Australia |

| 10. März 2024 15:00 Uhr | boxscore report | Illawarra Hawks 113, Melbourne United 108                         | Illawarra Hawks 113, Melbourne United 108 | Illawarra Hawks 113, Melbourne United 108                                     | Wollongong Entertainment Centre, Wollongong Zuschauer: 5631 Schiedsrichter: M. Aylen, M. Hare, R. Woolcock | 10 Peach |
| 10. März 2024 15:00 Uhr | boxscore report | Punkte pro Viertel: 19:25, 31:24, 23:26, 24:22. Overtime/s: 16:11 |                                           |                                                                               | Wollongong Entertainment Centre, Wollongong Zuschauer: 5631 Schiedsrichter: M. Aylen, M. Hare, R. Woolcock | 10 Peach |
| 10. März 2024 15:00 Uhr | boxscore report | Punkte: Clark 31 Rebounds: Clark 16 Assists: Froling 4            |                                           | Punkte: Dellavedova 20 Rebounds: Lual-Acuil, Travers 7 Assists: Dellavedova 8 | Wollongong Entertainment Centre, Wollongong Zuschauer: 5631 Schiedsrichter: M. Aylen, M. Hare, R. Woolcock | 10 Peach |
| 10. März 2024 15:00 Uhr | boxscore report | Serie unentschieden 1:1                                           |                                           |                                                                               | Wollongong Entertainment Centre, Wollongong Zuschauer: 5631 Schiedsrichter: M. Aylen, M. Hare, R. Woolcock | 10 Peach |

| 13. März 2024 19:30 Uhr | boxscore report | Melbourne United 100, Illawarra Hawks 94                   | Melbourne United 100, Illawarra Hawks 94 | Melbourne United 100, Illawarra Hawks 94                         | John Cain Arena, Melbourne Zuschauer: 6288 Schiedsrichter: M. Aylen, M. Hare, R. Woolcock | ESPN Australia |
| 13. März 2024 19:30 Uhr | boxscore report | Punkte pro Viertel: 30:24, 24:23, 22:18, 24:29             |                                          |                                                                  | John Cain Arena, Melbourne Zuschauer: 6288 Schiedsrichter: M. Aylen, M. Hare, R. Woolcock | ESPN Australia |
| 13. März 2024 19:30 Uhr | boxscore report | Punkte: Ili 22 Rebounds: Travers 11 Assists: Dellavedova 5 |                                          | Punkte: Froling 23 Rebounds: Clark, Hickey 6 Assists: Robinson 7 | John Cain Arena, Melbourne Zuschauer: 6288 Schiedsrichter: M. Aylen, M. Hare, R. Woolcock | ESPN Australia |
| 13. März 2024 19:30 Uhr | boxscore report | Melbourne United gewinnt die Serie 2:1                     |                                          |                                                                  | John Cain Arena, Melbourne Zuschauer: 6288 Schiedsrichter: M. Aylen, M. Hare, R. Woolcock | ESPN Australia |

| 8. März 2024 18:30 Uhr | boxscore report | Perth Wildcats 89, Tasmania JackJumpers 81                     | Perth Wildcats 89, Tasmania JackJumpers 81 | Perth Wildcats 89, Tasmania JackJumpers 81              | Perth Arena, Perth Zuschauer: 10624 Schiedsrichter: V. Mayberry, C. Reid, N. Fernandes | ESPN Australia |
| 8. März 2024 18:30 Uhr | boxscore report | Punkte pro Viertel: 24:24, 22:19, 16:15, 27:23                 |                                            |                                                         | Perth Arena, Perth Zuschauer: 10624 Schiedsrichter: V. Mayberry, C. Reid, N. Fernandes | ESPN Australia |
| 8. März 2024 18:30 Uhr | boxscore report | Punkte: Pinder 25 Rebounds: Cotton, Pinder 7 Assists: Cotton 5 |                                            | Punkte: Crawford 19 Rebounds: Magnay 8 Assists: Doyle 6 | Perth Arena, Perth Zuschauer: 10624 Schiedsrichter: V. Mayberry, C. Reid, N. Fernandes | ESPN Australia |
| 8. März 2024 18:30 Uhr | boxscore report | Perth Wildcats führt die Serie 1:0                             |                                            |                                                         | Perth Arena, Perth Zuschauer: 10624 Schiedsrichter: V. Mayberry, C. Reid, N. Fernandes | ESPN Australia |

| 11. März 2024 19:30 Uhr | boxscore report | Tasmania JackJumpers 102, Perth Wildcats 94              | Tasmania JackJumpers 102, Perth Wildcats 94 | Tasmania JackJumpers 102, Perth Wildcats 94                        | MyState Bank Arena, Hobart Zuschauer: 4340 Schiedsrichter: V. Mayberry, C. Reid, N. Fernandes | 10 Peach |
| 11. März 2024 19:30 Uhr | boxscore report | Punkte pro Viertel: 21:29, 26:23, 27:21, 28:21           |                                             |                                                                    | MyState Bank Arena, Hobart Zuschauer: 4340 Schiedsrichter: V. Mayberry, C. Reid, N. Fernandes | 10 Peach |
| 11. März 2024 19:30 Uhr | boxscore report | Punkte: Doyle 24 Rebounds: Magnay 7 Assists: Macdonald 5 |                                             | Punkte: Cotton 26 Rebounds: Doolittle 9 Assists: H.Harris, Usher 4 | MyState Bank Arena, Hobart Zuschauer: 4340 Schiedsrichter: V. Mayberry, C. Reid, N. Fernandes | 10 Peach |
| 11. März 2024 19:30 Uhr | boxscore report | Serie unentschieden 1:1                                  |                                             |                                                                    | MyState Bank Arena, Hobart Zuschauer: 4340 Schiedsrichter: V. Mayberry, C. Reid, N. Fernandes | 10 Peach |

| 13. März 2024 18:30 Uhr | boxscore report | Perth Wildcats 84, Tasmania JackJumpers 100                         | Perth Wildcats 84, Tasmania JackJumpers 100 | Perth Wildcats 84, Tasmania JackJumpers 100            | Perth Arena, Perth Zuschauer: 7467 Schiedsrichter: V. Mayberry, C. Reid, J. Griguol | ESPN Australia |
| 13. März 2024 18:30 Uhr | boxscore report | Punkte pro Viertel: 19:21, 24:31, 21:25, 20:23                      |                                             |                                                        | Perth Arena, Perth Zuschauer: 7467 Schiedsrichter: V. Mayberry, C. Reid, J. Griguol | ESPN Australia |
| 13. März 2024 18:30 Uhr | boxscore report | Punkte: Cotton 21 Rebounds: Pinder 7 Assists: H.Harris, T.Webster 3 |                                             | Punkte: McVeigh 27 Rebounds: Magnay 9 Assists: Doyle 9 | Perth Arena, Perth Zuschauer: 7467 Schiedsrichter: V. Mayberry, C. Reid, J. Griguol | ESPN Australia |
| 13. März 2024 18:30 Uhr | boxscore report | Tasmania JackJumpers gewinnt die Serie 2:1                          |                                             |                                                        | Perth Arena, Perth Zuschauer: 7467 Schiedsrichter: V. Mayberry, C. Reid, J. Griguol | ESPN Australia |

Finale
| 17. März 2024 16:00 Uhr | boxscore report | Melbourne United 104, Tasmania JackJumpers 81                      | Melbourne United 104, Tasmania JackJumpers 81 | Melbourne United 104, Tasmania JackJumpers 81                    | John Cain Arena, Melbourne Zuschauer: 9108 Schiedsrichter: V. Mayberry, M. Aylen, M. Hare | 10 Peach |
| 17. März 2024 16:00 Uhr | boxscore report | Punkte pro Viertel: 26:24, 25:17, 25:22, 28:18                     |                                               |                                                                  | John Cain Arena, Melbourne Zuschauer: 9108 Schiedsrichter: V. Mayberry, M. Aylen, M. Hare | 10 Peach |
| 17. März 2024 16:00 Uhr | boxscore report | Punkte: Goulding 22 Rebounds: Lual-Acuil 11 Assists: Dellavedova 6 |                                               | Punkte: Drmic 18 Rebounds: Doyle 8 Assists: Macdonald, McVeigh 3 | John Cain Arena, Melbourne Zuschauer: 9108 Schiedsrichter: V. Mayberry, M. Aylen, M. Hare | 10 Peach |
| 17. März 2024 16:00 Uhr | boxscore report | Melbourne United führt die Serie 1:0                               |                                               |                                                                  | John Cain Arena, Melbourne Zuschauer: 9108 Schiedsrichter: V. Mayberry, M. Aylen, M. Hare | 10 Peach |

| 22. März 2024 19:30 Uhr | boxscore report | Tasmania JackJumpers 82, Melbourne United 77                       | Tasmania JackJumpers 82, Melbourne United 77 | Tasmania JackJumpers 82, Melbourne United 77                  | MyState Bank Arena, Hobart Zuschauer: 4340 Schiedsrichter: Vaughan Mayberry, Michael Aylen, Mitch Hare | 10 Peach |
| 22. März 2024 19:30 Uhr | boxscore report | Punkte pro Viertel: 23:23, 17:21, 20:19, 22:14                     |                                              |                                                               | MyState Bank Arena, Hobart Zuschauer: 4340 Schiedsrichter: Vaughan Mayberry, Michael Aylen, Mitch Hare | 10 Peach |
| 22. März 2024 19:30 Uhr | boxscore report | Punkte: McVeigh 16 Rebounds: Doyle 10 Assists: Crawford, McVeigh 4 |                                              | Punkte: Ili 20 Rebounds: Lual-Acuil 11 Assists: Dellavedova 7 | MyState Bank Arena, Hobart Zuschauer: 4340 Schiedsrichter: Vaughan Mayberry, Michael Aylen, Mitch Hare | 10 Peach |
| 22. März 2024 19:30 Uhr | boxscore report | Serie unentschieden 1:1                                            |                                              |                                                               | MyState Bank Arena, Hobart Zuschauer: 4340 Schiedsrichter: Vaughan Mayberry, Michael Aylen, Mitch Hare | 10 Peach |

| 24. März 2024 17:30 Uhr | boxscore report | Melbourne United 91, Tasmania JackJumpers 93                       | Melbourne United 91, Tasmania JackJumpers 93 | Melbourne United 91, Tasmania JackJumpers 93             | John Cain Arena, Melbourne Zuschauer: 10175 Schiedsrichter: V. Mayberry, M. Aylen, M. Hare | ESPN Australia |
| 24. März 2024 17:30 Uhr | boxscore report | Punkte pro Viertel: 25:20, 19:23, 25:19, 22:31                     |                                              |                                                          | John Cain Arena, Melbourne Zuschauer: 10175 Schiedsrichter: V. Mayberry, M. Aylen, M. Hare | ESPN Australia |
| 24. März 2024 17:30 Uhr | boxscore report | Punkte: Dellavedova 21 Rebounds: Hukporti 9 Assists: Dellavedova 8 |                                              | Punkte: McVeigh 18 Rebounds: McVeigh 12 Assists: Doyle 7 | John Cain Arena, Melbourne Zuschauer: 10175 Schiedsrichter: V. Mayberry, M. Aylen, M. Hare | ESPN Australia |
| 24. März 2024 17:30 Uhr | boxscore report | Tasmania JackJumpers führt die Serie 2:1                           |                                              |                                                          | John Cain Arena, Melbourne Zuschauer: 10175 Schiedsrichter: V. Mayberry, M. Aylen, M. Hare | ESPN Australia |

| 28. März 2024 19:30 Uhr | boxscore report | Tasmania JackJumpers 86, Melbourne United 88                 | Tasmania JackJumpers 86, Melbourne United 88 | Tasmania JackJumpers 86, Melbourne United 88                 | MyState Bank Arena, Hobart Zuschauer: 4340 Schiedsrichter: M. Aylen, V. Mayberry, M. Hare | ESPN Australia |
| 28. März 2024 19:30 Uhr | boxscore report | Punkte pro Viertel: 20:17, 19:24, 27:26, 20:21               |                                              |                                                              | MyState Bank Arena, Hobart Zuschauer: 4340 Schiedsrichter: M. Aylen, V. Mayberry, M. Hare | ESPN Australia |
| 28. März 2024 19:30 Uhr | boxscore report | Punkte: McVeigh 28 Rebounds: Drmic 8 Assists: Doyle, Drmic 3 |                                              | Punkte: Clark 18 Rebounds: Travers 11 Assists: Dellavedova 6 | MyState Bank Arena, Hobart Zuschauer: 4340 Schiedsrichter: M. Aylen, V. Mayberry, M. Hare | ESPN Australia |
| 28. März 2024 19:30 Uhr | boxscore report | Serie unentschieden 2:2                                      |                                              |                                                              | MyState Bank Arena, Hobart Zuschauer: 4340 Schiedsrichter: M. Aylen, V. Mayberry, M. Hare | ESPN Australia |

| 31. März 2024 16:00 Uhr | boxscore report | Melbourne United 81, Tasmania JackJumpers 83                       | Melbourne United 81, Tasmania JackJumpers 83 | Melbourne United 81, Tasmania JackJumpers 83                        | John Cain Arena, Melbourne Zuschauer: 10175 Schiedsrichter: V. Mayberry, M. Aylen, M. Hare | ESPN Australia |
| 31. März 2024 16:00 Uhr | boxscore report | Punkte pro Viertel: 31:26, 13:18, 19:15, 18:24                     |                                              |                                                                     | John Cain Arena, Melbourne Zuschauer: 10175 Schiedsrichter: V. Mayberry, M. Aylen, M. Hare | ESPN Australia |
| 31. März 2024 16:00 Uhr | boxscore report | Punkte: Lual-Acuil 14 Rebounds: Hukporti 15 Assists: Dellavedova 7 |                                              | Punkte: Crawford 32 Rebounds: Magnay 12 Assists: Doyle, Macdonald 2 | John Cain Arena, Melbourne Zuschauer: 10175 Schiedsrichter: V. Mayberry, M. Aylen, M. Hare | ESPN Australia |
| 31. März 2024 16:00 Uhr | boxscore report | Tasmania JackJumpers gewinnt die Serie 3:2                         |                                              |                                                                     | John Cain Arena, Melbourne Zuschauer: 10175 Schiedsrichter: V. Mayberry, M. Aylen, M. Hare | ESPN Australia |

### Meistermannschaft
| Nr. | Nat.               | Name             | Position       | Geburtsdatum | Größe  | Info |
| --- | ------------------ | ---------------- | -------------- | ------------ | ------ | ---- |
| 1   | Vereinigte Staaten | Jordan Crawford  | Guard          | 17.07.1990   | 168 cm | I    |
| 3   | Australien         | Anthony Drmic    | Guard/Forward  | 25.02.1992   | 198 cm |      |
| 5   | Sudsudan           | Majok Deng       | Forward        | 01.03.1993   | 205 cm |      |
| 7   | Neuseeland         | Walter Brown     | Guard          | 22.05.2002   | 194 cm | DP   |
| 9   | Australien         | Jack McVeigh     | Forward        | 27.06.1996   | 203 cm |      |
| 11  | Australien         | Jacob Richards   | Forward        | 31.05.2001   | 200 cm | DP   |
| 13  | Australien         | Sean Macdonald   | Guard          | 21.04.2000   | 188 cm | DP   |
| 15  | Neuseeland         | Tom Vodanovich   | Forward        | 28.07.1994   | 201 cm | DP   |
| 20  | Australien         | Fabijan Krslovic | Forward        | 03.06.1995   | 203 cm |      |
| 21  | Australien         | Jarred Bairstow  | Forward        | 05.11.1992   | 201 cm |      |
| 22  | Australien         | Will Magnay      | Center         | 10.07.1998   | 208 cm |      |
| 24  | Vereinigte Staaten | Marcus Lee       | Forward/Center | 14.09.1994   | 211 cm | I    |
| 25  | Vereinigte Staaten | Milton Doyle     | Guard          | 31.10.1993   | 193 cm |      |
| 33  | Sudsudan           | Majok Majok      | Forward/Center | 10.12.1992   | 210 cm | TP   |
| 35  | Australien         | Clint Steindl    | Guard/Forward  | 15.03.1989   | 200 cm | C    |
| 38  | Australien         | Lachlan Barker   | Guard/Forward  | 24.07.1996   | 188 cm | SRP  |

| Nat.               | Name         | Position       |
| ------------------ | ------------ | -------------- |
| Vereinigte Staaten | Scott Roth   | Head Coach     |
| Australien         | Mark Radford | Assistenzcoach |
| Australien         | Jack Fleming | Assistenzcoach |
| Australien         | Jarrad Weeks | Assistenzcoach |

| Abk. | Bedeutung                 |
| ---- | ------------------------- |
| Nr.  | Trikotnummer              |
| Nat. | Nationalität              |
| C    | Mannschaftskapitän        |
| DP   | Development Player        |
| I    | Import player             |
| SRP  | Special Restricted Player |
| TP   | Training Player           |

## Spielerstatistiken
Alle Statistiken beziehen sich auf die reguläre Saison + die Play-off-Spiele.
| Platz | Name                      | Team                   | Spiele | Schnitt |
| ----- | ------------------------- | ---------------------- | ------ | ------- |
| 1.    | Bryce Cotton              | Perth Wildcats         | 30     | 22,9    |
| 2.    | Mitchell Creek            | S.E. Melbourne Phoenix | 23     | 20,8    |
| 3.    | Parker Jackson-Cartwright | New Zealand Breakers   | 30     | 20,6    |
| 4.    | Nathan Sobey              | S.E. Melbourne Phoenix | 27     | 20,1    |
| 5.    | Dejan Vasiljevic          | Adelaide 36ers         | 23     | 19,7    |

| Platz | Name          | Team                   | Spiele | Schnitt |
| ----- | ------------- | ---------------------- | ------ | ------- |
| 1.    | Alan Williams | S.E. Melbourne Phoenix | 15     | 10,9    |
| 2.    | Sam Froling   | Illawarra Hawks        | 33     | 7,8     |
| 3.    | Gary Clark    | Illawarra Hawks        | 33     | 7,8     |
| 4.    | Jo Lual-Acuil | Melbourne United       | 29     | 7,7     |
| 5.    | Luke Travers  | Melbourne United       | 33     | 7,6     |

| Platz | Name                      | Team                 | Spiele | Schnitt |
| ----- | ------------------------- | -------------------- | ------ | ------- |
| 1.    | Matthew Dellavedova       | Melbourne United     | 30     | 6,3     |
| 2.    | Parker Jackson-Cartwright | New Zealand Breakers | 30     | 5,8     |
| 3.    | Patrick Miller            | Cairns Taipans       | 25     | 5,7     |
| 4.    | Jaylen Adams              | Sydney Kings         | 29     | 5,3     |
| 5.    | Tahjere McCall            | Cairns Taipans       | 23     | 5,3     |

| Platz | Name                      | Team                   | Spiele | Schnitt |
| ----- | ------------------------- | ---------------------- | ------ | ------- |
| 1.    | Parker Jackson-Cartwright | New Zealand Breakers   | 30     | 1,9     |
| 2.    | Tahjere McCall            | Cairns Taipans         | 23     | 1,9     |
| 3.    | Keanu Pinder              | Perth Wildcats         | 31     | 1,7     |
| 4.    | Shannon Scott             | Brisbane Bullets       | 22     | 1,7     |
| 5.    | Will Cummings             | S.E. Melbourne Phoenix | 12     | 1,7     |

| Platz | Name            | Team                 | Spiele | Schnitt |
| ----- | --------------- | -------------------- | ------ | ------- |
| 1.    | Will Magnay     | Tasmania JackJumpers | 27     | 1,6     |
| 2.    | Ariel Hukporti  | Melbourne United     | 36     | 1,5     |
| 3.    | Alexandre Sarr  | Perth Wildcats       | 27     | 1,5     |
| 4.    | Tyrell Harrison | Brisbane Bullets     | 27     | 1,4     |
| 5.    | Jo Lual-Acuil   | Melbourne United     | 29     | 1,4     |

## Individuelle Auszeichnungen
- Most Valuable Player der regulären Saison (Andrew Gaze Trophy): Bryce Cotton (Perth Wildcats)
- Next Generation Award: Sam Froling (Illawarra Hawks)
- Best Defensive Player (Damian Martin Trophy): Shea Ili (Melbourne United)
- Best Sixth Man: Ian Clark (Melbourne United)
- Most Improved Player: Sean Macdonald (Tasmania JackJumpers)
- Fans MVP: Bryce Cotton (Perth Wildcats)
- Coach of the Year (Lindsay Gaze Trophy): Dean Vickerman (Melbourne United)
- Executive of the Year: Nick Truelson (Melbourne United)
- Referee of the Year: Vaughn Mayberry
- GameTime by Kmart: Sunday Dech (Adelaide 36ers)
- All-NBL First Team:
  - Bryce Cotton (Perth Wildcats)
  - Chris Goulding (Melbourne United)
  - Gary Clark (Illawarra Hawks)
  - Anthony Lamb (New Zealand Breakers)
  - Parker-Jackson-Cartwright (New Zealand Breakers)
- All-NBL Second Team:
  - Mitch Creek (S.E. Melbourne Phoenix)
  - Nathan Sobey (Brisbane Bullets)
  - Jo Lual-Acuil (Melbourne United)
  - Milton Doyle (Tasmania JackJumpers)
  - Jack McVeigh (Tasmania JackJumpers)
- Grand Final Series MVP (Larry Sengstock Medal): Jack McVeigh (Tasmania JackJumpers)

## Weblink
- Offizielle Website der NBL (englisch)